# Faaborg Systemschiff
Das Faaborg Systemschiff (Faaborg System Ship, FSS) ist ein modularer Arbeitsschiffstyp, der von der dänischen Faaborg Værft entwickelt und gebaut worden ist. Bei den deutschen Wasserstraßen- und Schifffahrtsämtern (WSA) sind seit 2009 Schiffe dieses Typs im Einsatz.

## Konzept
Bei dem durchgängig modularen Konzept kann der Kunde aus verschiedenen Heck-, Antriebs-, Wohnraum-, Arbeitsdeck- und Bugmodulen das Arbeitsschiff dem jeweiligen Anforderungsprofil anpassen. Die Module werden in den Schiffsbreiten 5,0 m, 8,0 m und 9,5 m angeboten. Als maximale Schiffslänge gibt die Werft 50 m als bewährten oberen Wert an.

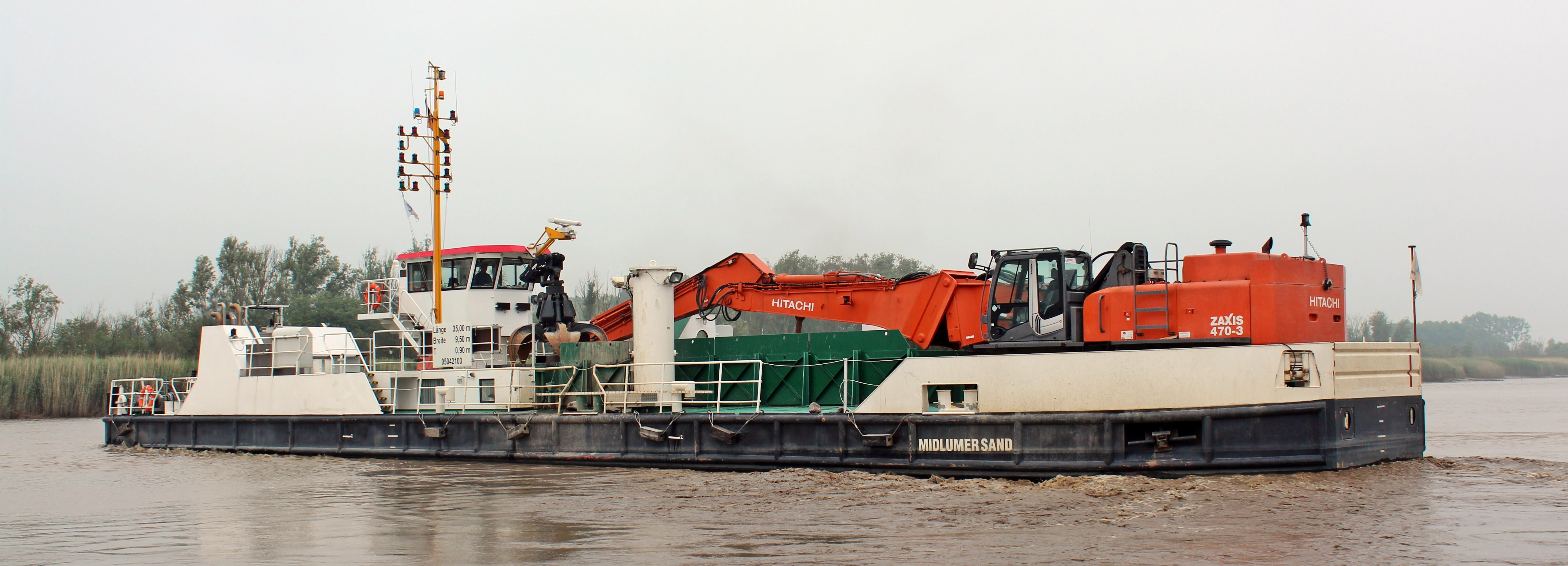
Typ I B, die Midlumer Sand des WSA Emden

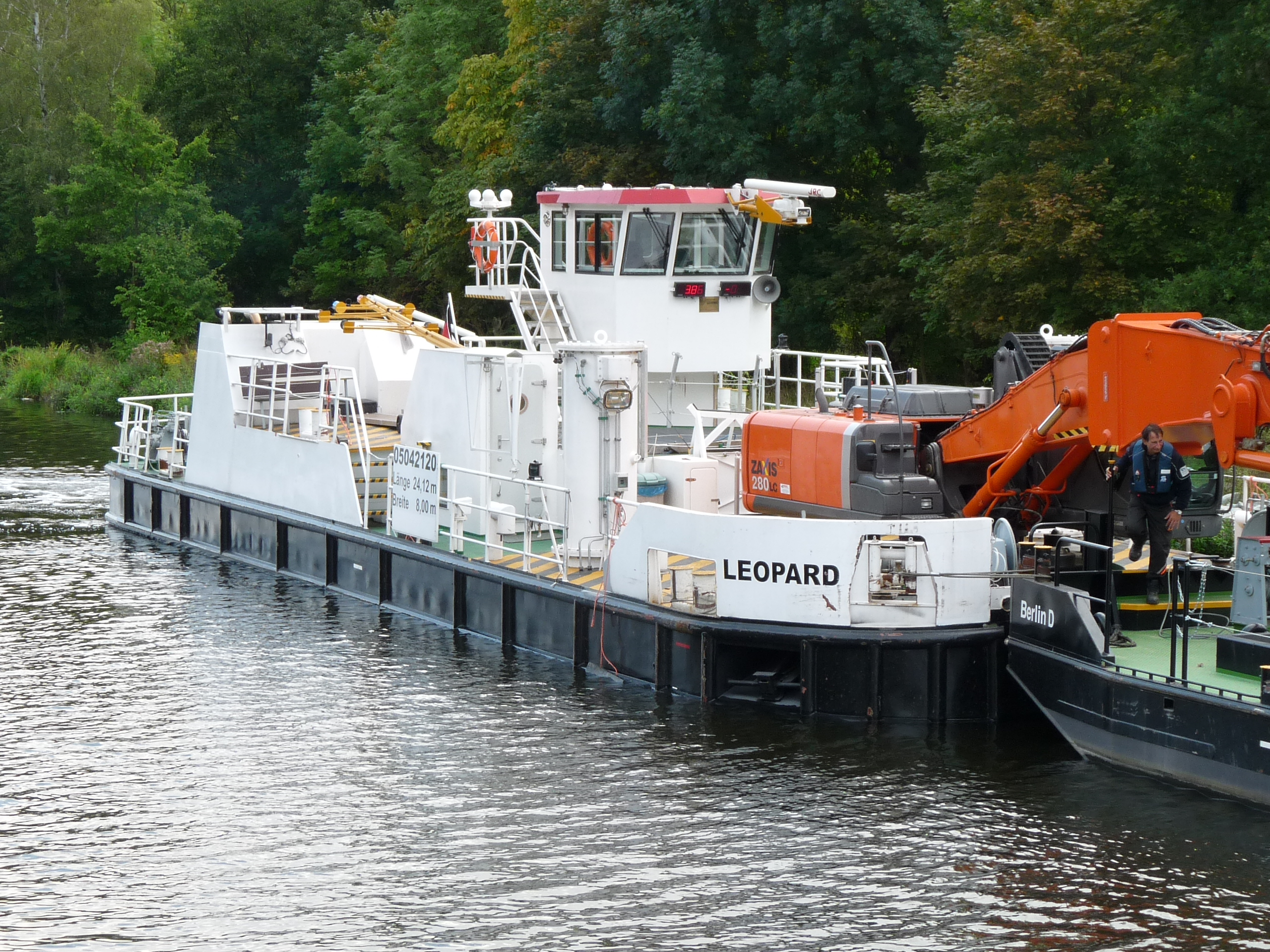
Typ II B, die Leopard des WSA Berlin

Die nachfolgende Tabelle listet die angebotenen Standardtypen mit eigenem Antrieb auf.
| Daten                    | Typ I A    | Typ I B    | Typ II A   | Typ II B   | Typ III    | Typ IV     |
| ------------------------ | ---------- | ---------- | ---------- | ---------- | ---------- | ---------- |
| Länge über alles:        | 35,0 m     | 35,0 m     | 24,0 m     | 24,0 m     | 23,0 m     | 17,2 m     |
| Breite über alles:       | 9,5 m      | 9,5 m      | 8,0 m      | 8,0 m      | 5,0 m      | 8,0/9,5 m  |
| Tiefgang:                | 0,9 m      | 0,9 m      | 1,0 m      | 1,0 m      | 1,2 m      | 1,0 m      |
| Seitenhöhe:              | 2,0 m      | 2,0 m      | 2,0 m      | 2,0 m      | 2,0 m      | 2,0 m      |
| Fixpunkthöhe:            | 4,2 m      | 4,2 m      | 4,2 m      | 4,2 m      | 4,2 m      | 4,2 m      |
| Dieselmotor:             | 2 × 200 kW | 2 × 200 kW | 2 × 200 kW | 2 × 200 kW | 1 × 200 kW | 2 × 200 kW |
| Schottel-Ruderpropeller: | 2          | 2          | 2          | 2          | 1          | 2          |
| Tragfähigkeit:           | 100 t      | 50 t       | 50 t       | 20 t       | keine      |            |

Darüber hinaus bietet die Faaborg Værft sechs unmotorisierte Prahmtypen an, für deren Transport das Schubschiff Typ IV konstruiert worden ist.

## Ausstattung
Bei den Typen I A und II A hat das Bugmodul eine Rampe, über die entweder Kettenfahrzeuge, Radfahrzeuge oder sonstiges Gerät geladen werden können. Bei den Typen I B, II B und III ist die Baumaschine fest montiert. Ein Wechselsystem („Quick Connect System“) ermöglicht den schnellen Austausch der beiden Arbeitskomponenten Baggerstiel und Kranausleger, die beide auf dem Fahrzeug mitgeführt werden. Bei der Ausführung von Bauarbeiten werden die Schiffe von zwei Ankerpfählen auf Position gehalten. Die hydraulischen Teleskopstelzen sind stufenlos regelbar und justieren den Stelzendruck automatisch nach. Die Kommandobrücke, die um 1,5 m angehoben werden kann, befindet sich an Backbordseite und gewährleistet eine gute Rundumsicht. Der Fahrstand ist für den Einmannbetrieb mit Radarbeobachtung ausgelegt. Zum Schieben vorhandener Prahme sind im Bugmodul zwei symmetrische Koppelschlösser angeordnet. Sie werden hydraulisch betrieben und justieren die Haltekraft permanent nach.

## Standard-Schwimmgreifer
Innerhalb der Wasserstraßen- und Schifffahrtsverwaltung des Bundes strebt das Bundesministerium für Verkehr und digitale Infrastruktur eine Standardisierung der Schiffe an. Da das Schwimmgreiferkonzept der WSD Süd in weiten Teilen auch den Anforderungen anderer Wasserstraßen- und Schifffahrtsämter entsprach, wurden in Zusammenarbeit mit der Fachstelle für Maschinenwesen Süd in Nürnberg, sieben Schwimmgreiferneubauten (gebündelt für die WSA Berlin, Bremen, Dresden, Emden, Nürnberg und Schweinfurt) europaweit ausgeschrieben. Den Gesamtauftrag erhielt die Faaborg Værft A/S im Januar 2010. Im April 2016 wurde ein weiterer Neubau für das WSA Bingen abgeliefert.
Einheiten
| Name                       | Schiffsnummer | Typ  | Baujahr | Dienststelle                      |
| -------------------------- | ------------- | ---- | ------- | --------------------------------- |
| Hai                        | ENI 05041760  | I A  | 2009    | WSA Aschaffenburg                 |
| Hecht                      | ENI 05044030  | I A  | 2011    | WSA Donau MDK                     |
| Zander II                  | ENI 05044040  | I A  | 2011    | WSA Schweinfurt                   |
| Steinbeißer                | ENI 05044050  | I A  | 2011    | WSA Schweinfurt                   |
| Damnatz (ex-Midlumer Sand) | ENI 05042100  | I B  | 2012    | Zuerst WSA Emden, jetzt WSA Elbe  |
| Elsflether Sand            | ENI 05042110  | I B  | 2012    | Zuerst WSA Bremen, jetzt WSA Elbe |
| Meissen                    | ENI 05044060  | I B  | 2012    | WSA Elbe                          |
| Leopard                    | ENI 05042120  | II B | 2012    | WSA Berlin                        |
| Walter Türk                | ENI 05042520  | I A  | 2016    | WSA Bingen                        |